# Saint-Médard, Pyrénées-Atlantiques
Saint-Médard är en kommun i departementet Pyrénées-Atlantiques i regionen Nouvelle-Aquitaine i sydvästra Frankrike. Kommunen ligger i kantonen Arthez-de-Béarn som tillhör arrondissementet Pau. År 2022 hade Saint-Médard 198 invånare.

## Befolkningsutveckling
Antalet invånare i kommunen Saint-Médard
| Referens: INSEE |